# 히가시오다테역
히가시오다테역(일본어: 東大館駅)은 일본 아키타현 오다테시에 위치한 동일본 여객철도 하나와 선의 철도역이다. 단선 승강장 1면 1선의 구조를 갖춘 지상역이다.

## 이용 현황
| 승차 인원 추이 | 승차 인원 추이 |
| 연도           | 1일 평균       |
| -------------- | -------------- |
| 2000           | 405            |
| 2001           | 336            |
| 2002           | 298            |
| 2003           | 254            |
| 2004           | 234            |
| 2005           | 224            |
| 2006           | 243            |
| 2007           | 251            |
| 2008           | 240            |
| 2009           | 235            |
| 2010           | 211            |
| 2011           | 207            |
| 2012           | 192            |
| 2013           | 191            |
| 2014           | 181            |
| 2015           | 191            |

## 역 주변
- 오다테 시청
- 시영 오다테 야구장

## 역사
- 1914년 7월 1일 : 아키타 철도의 역으로서 기타아키타 군 오다테 정에 개업.
- 1934년 6월 1일 : 아키타 철도의 국유화에 의해, 철도성에 이관.
- 1987년 4월 1일 : 일본국유철도 분할 민영화에 의해, 동일본 여객철도가 승계.
- 1999년 12월 4일 : CTC화에 의해, 업무 위탁화. 히가시오다테 역장이 폐지되어, 가즈노하나와 역장 관리하에 함.

## 인접 역
| 동일본 여객철도 하나와 선 | 동일본 여객철도 하나와 선 | 동일본 여객철도 하나와 선 |
| ------------------------- | ------------------------- | ------------------------- |
| 오기타 고마 방면          | ■ 하나와 선               | 오다테 오다테 방면        |